# برنامج النقاط العشر
في عام 1974، أقر المجلس الوطني الفلسطيني برنامج النقاط العشر التي تم صياغتها من قبل قيادات الجبهة الديمقراطية لتحرير فلسطين، والتي تدعو إلى إنشاء سلطة وطنية على أي قطعة محررة من أرض فلسطين، والعمل الفاعل لإنشاء دولة علمانية ديمقراطية ثنائية القومية في فلسطين يتمتع فيها كل المواطنين بالمساواة والحقوق بغض النظر عن العرق، الجنس أو الدين.
أدى ذلك بفصائل مثل الجبهة الشعبية لتحرير فلسطين والجبهة الشعبية لتحرير فلسطين - القيادة العامّة وآخرون للخروج وتشكيل جبهة الرفض، والتي تصرفت بشكل منفصل عن منظمة التحرير الفلسطينية في السنوات اللاحقة. الشكوك بين الخط العام بقيادة ياسر عرفات وفصائل أخرى تتبنى خط أكثر تشددا، داخل وخارج منظمة التحرير، ظلت تسيطر على العمل داخل منظمة منذ ذلك الحين، مؤدية في كثير من الأحيان إلى توازي أو حتى تضاد في إتجاهات التحرك. إلغاء مؤقت للتراتب أتي عام 1977 عندما انضمت الفصائل الفلسطينية مع الحكومات العربية ذات الخط الرافض في جبهة الصمود والمواجهة لشجب محاولات مصر للوصول إلى سلام منفصل مع إسرائيل، الذي أدى لاحقا لإتفاقية كامب ديفيد عام 1979.
تدعي إسرائيل رؤيتها لبرنامج النقاط العشر كخطر، لأنه يسمح للقيادة الفلسطينية بالدخول في مفاوضات مع إسرائيل على نقاط تستطيع إسرائيل تقديم تنازلات فيها، ولكن بإخفاء نوايا استغلال التنازلات لأجل تحسين موقعها للهجوم على إسرائيل. المصطلح الإسرائيلي لهذا البرنامج هو "الخطة المرحلية"(Tokhnit HaSHlabim). أثناء المفاوضات بين إسرائيل والفلسطينيين في التسعينات من القرن الماضي، كرر بعض الإسرائيليين هذه الشكوك، مدعين أن رغبة الفلسطينيين بالتنازل هي جدار دخاني مموه لتطبيق برنامج النقاط العشر. بعد توقيع إتفاق أوسلو، إدعي سياسيو اليمين الإسرائيلي (ولا زالو يدّعون) أن هذا جزء من مخطط لتنفيذ برنامج النقاط العشر وذلك كما أقر به ياسر عرفات نفسه بالعربية في عدة مناسبات. لم يتم إلغاء برنامج النقاط العشر رسميا من قبل منظمة التحرير.

## نص النقاط العشر[2]
1. تأكيد موقف منظمة التحرير السابق من أن القرار 242 يطمس الحقوق الوطنية والقومية لشعبنا ويتعامل مع قضية شعبنا كمشكلة لاجئين. ولذا يرفض التعامل مع هذا القرار على هذا الأساس في أي مستوى من مستويات التعامل العربية والدولية بما في ذلك مؤتمر جنيف.
2. تناضل منظمة التحرير بكافة الوسائل وعلى رأسها الكفاح المسلح لتحرير الأرض الفلسطينية وإقامة سلطة الشعب الوطنية المستقلة المقاتلة عل كل جزء من الأرض الفلسطينية التي يتم تحريرها. وهذا يستدعي إحداث المزيد من التغيير في ميزان القوى لصالح شعبنا ونضاله.
3. تناضل منظمة التحرير ضد أي مشروع كيان فلسطيني ثمنه الاعتراف والصلح والحدود الآمنة والتنازل عن الحق الوطني وحرمان شعبنا من حقوقه في العودة وتقرير مصيره فوق ترابه الوطني
4. إن أية خطوة تحريرية تتم هي حلقة لمتابعة تحقيق إستراتيجية منظمة التحرير في إقامة الدولة الفلسطينية الديمقراطية المنصوص عليها في قرارات المجالس الوطنية السابقة.
5. النضال مع القوى الأردنية الوطنية لإقامة جبهة وطنية أردنية فلسطينية هدفها إقامة حكم ديمقراطي في الأردن يتلاحم مع الكيان الفلسطيني الذي يقوم بنتيجة الكفاح والنضال.
6. تناضل منظمة التحرير لإقامة وحدة نضالية بين الشعبين وبين كافة قوى حركة التحرر العربي المتفقة على هذا البرنامج.
7. على ضوء هذا البرنامج تناضل منظمة التحرير من أجل تعزيز الوحدة الوطنية والارتقاء بها إلى المستوى الذي يمكنها من القيام بواجباتها ومهماتها الوطنية والقومية.
8. تناضل السلطة الوطنية الفلسطينية بعد قيامها، من أجل اتحاد أقطار المواجهة في سبيل استكمال تحرير كامل التراب الفلسطيني، كخطوة على طريق الوحدة الشاملة.
9. تناضل منظمة التحرير من أجل تعزيز تضامنها مع البلدان الاشتراكية وقوى التحرر والتقدم العالمية لاحباط كافة المخططات الصهيونية والرجعية الإمبريالية.
10. على ضوء هذا البرنامج تضع قيادة الثورة التكتيك الذي يخدم ويمكن من تحقيق هذه الأهداف.